# Leipziger Straße
La Leipziger Straße (rue de Leipzig, en allemand) est une grande artère de Berlin en Allemagne.

## Situation et accès
Elle est, depuis la chute du mur, l'axe est-ouest principal du quartier de Berlin-Mitte. C'était la route menant à Leipzig au XVIIe siècle. Elle démarre à l'est à la Potsdamer Platz et se termine à la Leipziger Platz, place qui a reçu son nom en 1815, d'après la bataille de Leipzig et non parce qu'elle prolonge la rue de Leipzig. C'était une des rues prestigieuses de la capitale de l'Allemagne de l'Est.

## Origine du nom
Le nom vient de la route commerciale et militaire menant à Leipzig, qui passait à proximité immédiate, qui commençait à la porte de Leipzig (de) de la forteresse de Berlin, construite en 1683.

## Historique
La « Leipziger Straße » a été aménagée en 1688. 

## Bâtiments remarquables et lieux de mémoire
- Bundesrat, ancienne chambre des seigneurs de Prusse (1904)
- ministère fédéral des Finances, ancien ministère de l'Aviation du Reich (1935-1936)
- Musée de la Communication, ancien office impérial aux Postes (1893-1898)
- Ambassade de Bulgarie
- Colonnade de l'hôpital (de)

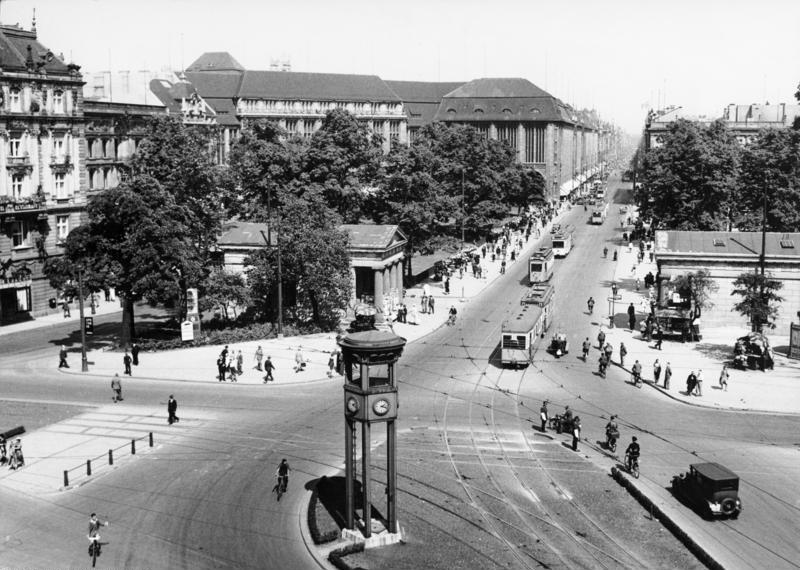
Vue de la Leipziger Platz et de la Leipziger Straße vers 1920.
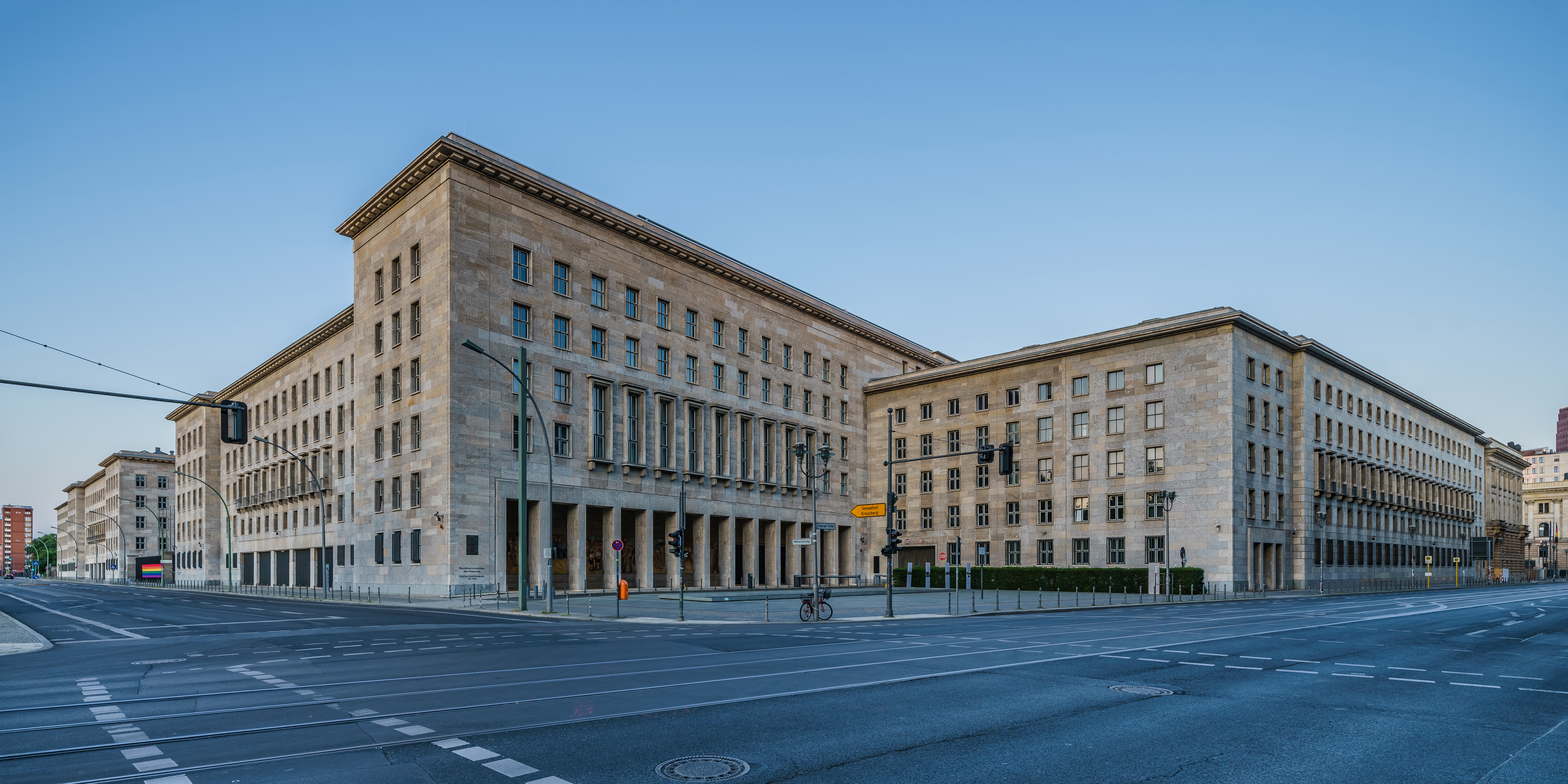
Vue du ministère des Finances.
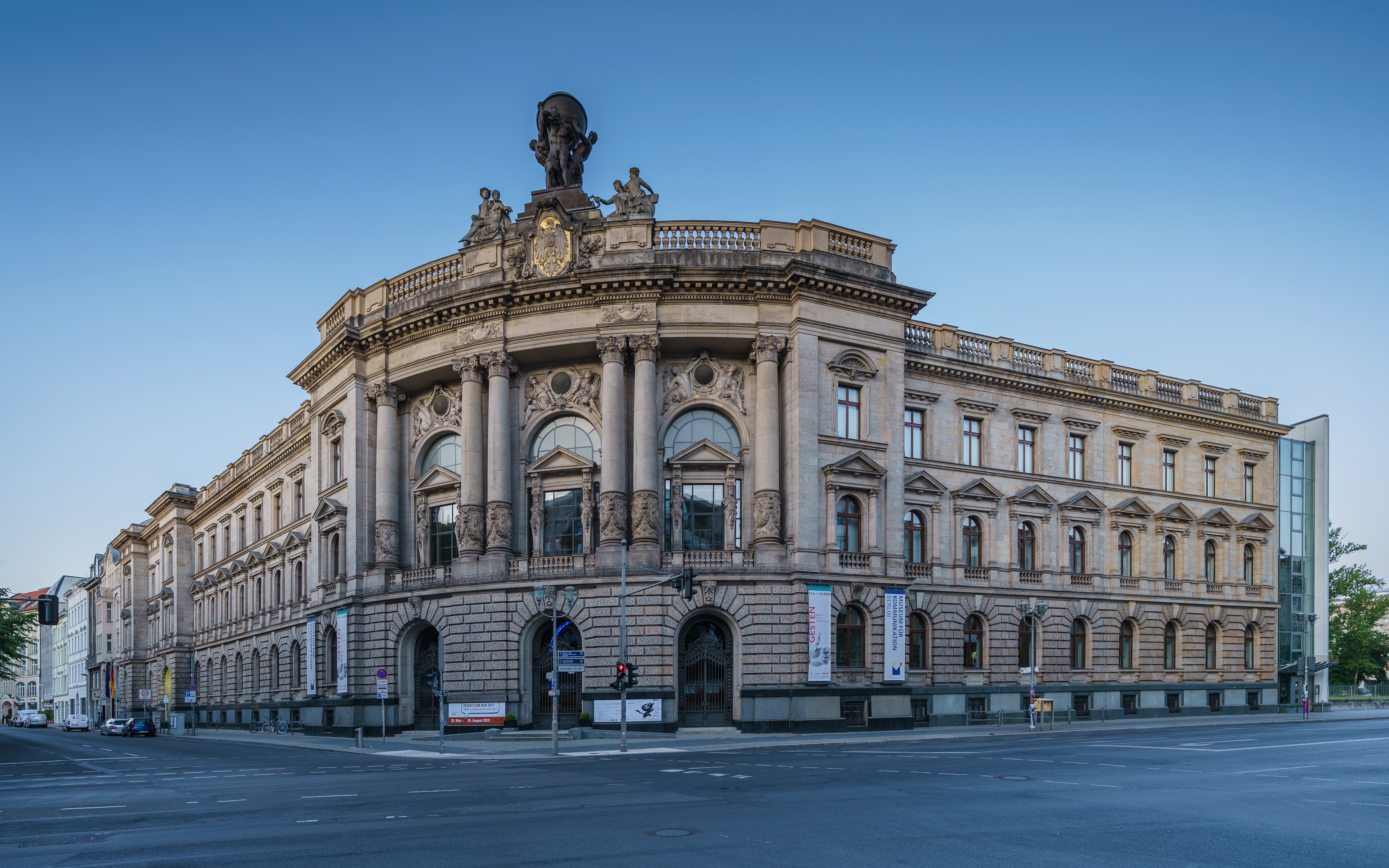
Musée de la Communication (ancien office du Reich aux Postes de l'Empire allemand, puis ministère des Postes de la république démocratique allemande, construit en 1893-1898).
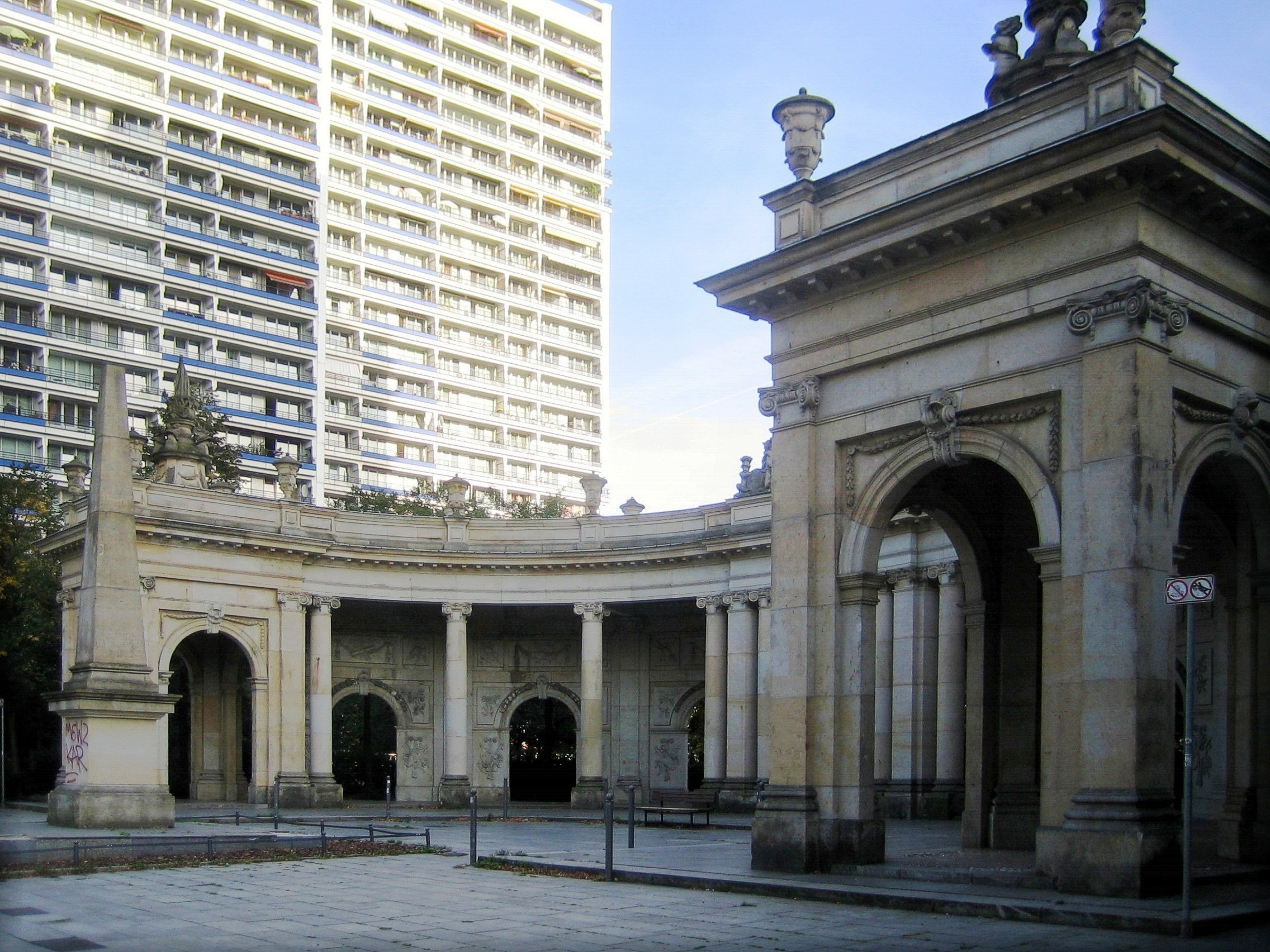
La colonnade de l'hôpital (de).